# Red zlatnoga runa
Red zlatnoga runa (šp. Orden del Toisón de Oro, njem. Orden vom Goldenen Vlies) je katolički viteški red, koji je 1430. u Bruggeu osnovao burgundski vojvoda Filip Dobri, kako bi proslavio svoju ženidbu s portugalskom princezom Izabelom. Danas postoje dvije grane Reda, španjolsko i austrijsko Zlatno runo; sadašnji veliki meštri dvaju redova su Filip VI., španjolski kralj, i nadvojvoda Karlo Austrijski, unuk cara Karla I.
Sa samo 1200 primatelja od svoga osnuta, španjolski se Red zlatnoga runa navodi kao jedan od najprestižnijih i najekskluzivnijih viteških redova na svijetu, i povijesno i u suvremenosti. Za razliku od većine drugih redova, insignije Zlatnoga runa dodjeljuju se samo doživotno, te ih se nakon smrti primatelja vraća španjolskom monarhu. Sve ogrlice su potpuno pozlaćene, i procjenjuju se da jedna vrijedi oko 60.000 USD, čineći Runo najskupljim viteškim redom.

## Podrijetlo
Red zlatnoga runa uspostavio je Filip Dobri, burgundski vojvoda, 10. siječnja 1430., kao proslavu prosperitetnih i bogatih posjeda koje je ujedinio u personalnoj uniji, i koji su se protezali od Flandrije do Švicarske. Ograničen je na određen broj vitezova, isprva 24, ali kasnije povećano na 30 (1433.), te na 50 (1516.), plus suveren Reda. Prvi herald Reda bio je Jean Le Fèvre de Saint-Remy. Uskoro su redu dodijeljene daljnje privilegije, neuobičajene za druge viteške redove: suveren se obvezao konzultirati s Redom prije stupanja u rat; svi sporovi između vitezova imali su se riješiti unutar Reda; na svakom kapitulu, pregledavana su djela svakoga viteza, kazne i opomene su izricane prijestupnicima; vitezovi su imali pravo na suđenje od sebi jednakih, kod optužbi za pobunu, krivovjerje i izdaju, a Karlo V. dodijelio je Redu isključivu jurizdikciju nad svim zločinima koje počine vitezovi; za uhićenje prijestupnika, ukaz je moralo potpisati barem šest vitezova, a tijekom suđenja nije boravio u zatovru, nego pod skrbi vitezova. Red, zamišljen u crkvenom duhu, u kojem su obredi Mise i sprovoda bili vrlo istaknuti, a vitezovi su sjedili u korskim sjedalima poput kanonika, bio je izričito zabranjen krivovjercima, te je postao isključivo katolički red u vrijeme protestantske reformacije. Dužnosnici reda bili su kancelar, blagajnik, registrar i herald, Toison d'Or.
Vojvodini razlozi za utemeljenje ove ustanove izneseni su u proglasu izdanom nakon njegove ženidbe, u kojemu piše da je to učinio "za čašćenje Boga i očuvanje naše kršćanske vjere, i u čast i uzvišenje plemenitoga viteškog reda, i također... da se počaste stari vitezovi; ...kako bi oni koji su još sposobni i snažni u tijelu svaki dan činili djela koja pripadaju viteštvu i imali povoda nastaviti od dobroga prema boljemu; i... da bi oni vitezovi i gospoda koji su nosili red... častili one koji ga nose, i bili potaknuti da se upuste u plemenita djela...".
Značka Reda, u obliku ovčijeg runa, obješena je s dragljuima ukrašene ogrlice od karika u obliku slova B (Burgundija); s motom Pretium Laborum Non Vile (Nemala nagrada za trud) ugraviranim s prednje strane, i Filipovim motom Non Aliud (Drugi ne) sa stražnje strane (ne-kraljevskim vitezovima Zlatnoga runa bilo zabranjeno pripadati bilo kojem drugom viteškom redu).

## Španjolski red
Nakon što je Španjolsko carstvo preuzelo burgundske posjede, suverenitet nad Redom prešao je na španjolske habsburške kraljeve, te ostalo s njima sve do smrti posljednjega od španjolskih Habsburgovaca, Karla II., 1700. godine. Na mjestu kralja naslijedio ga je Filip V., Burbonac. Spor između Filipa i habsburškoga pretendenta na španjolsko prijestolje, nadvojvode Karla, doveo je do Rata za španjolsku baštinu, te rezultirao podjelom Reda na španjolsku i austrijsku granu. U oba slučaja, suveren, kao burgundski vojvoda, piše pismo imenovanja na francuskom.
Kontroverzna dodjela Reda Napoleonu i njegovu bratu Josephu Bonaparteu, dok je Španjolska još bila pod okupacijom francuskih snaga, naljutila je protjeranoga francuskog kralja, Luja XVIII., koji je prosvjedujući vratio svoju ogrlicu. Ta i druga odlikovanja koja je dodijelio Joseph, poništio je kralj Ferdinand VII. prigodom restauracije burbonske vlasti, 1813. Španjolska je privremena vlada 1812. godine dodijelila Zlatno runo vojvodi od Wellingtona, što je potvrdio i kralj Ferdinand kad se vratio na vlast, uz odobrenje pape Pija VII. Wellington je tako postao prvi protestant kojemu je dodijeljeno Zlatno runo. Kasnije je dodijeljeno i nekršćanima, kao npr. tajlandskom kralju Rami IX.
Još jedna kriza dogodila se 1833., kada je kraljicom postala Izabela II., unatoč Salijskomu zakonu koji nije dopuštao ženama da postanu državni poglavari. Njezino pravo da dodjeljuje Zlatno runo osporavali su španjolski karlisti. Suverenitet nad Redom ostala je pri španjolskoj grani Burbonaca tijekom republikanskog (1931. – 1939.) i frankovskog (1939. – 1975.) razdoblja, a danas je suveren aktualni španjolski kralj Filip VI.
Vitezovi reda imaju pravo na naslov Njegova/Njezina ekscelencija ispred svoga imena.

### Živući članovi
Slijedi popis živućih vitezova i dama, u kronološkomu redu i s godinama uvođenja u Red:
1. Filip VI. (1981.) – kao aktualni španjolski kralj, suveren Reda nakon što je njegov otac abdicirao u njegovu korist.
2. Juan Carlos I., španjolski kralj (1941.) – bivši suveren Reda, od 1975. do 2014.
3. Karlo XVI. Gustav, švedski kralj (1983.)[13]
4. Akihito, japanski car (1985.)[14]
5. Beatrix od Nizozemske (1985.)[15]
6. Margareta II., danska kraljica (1985.)[16]
7. Albert II., belgijski kralj (1994.)[17]
8. Harald V., norveški kralj (1995.)[18]
9. Simeon II., bugarski kralj (2004.)[19]
10. Henri, veliki vojvoda od Luksemburga (2007.)[20]
11. Javier Solana (2010.)[21]
12. Víctor García de la Concha (2010.)[22]
13. Nicolas Sarkozy, bivši francuski predsjednik i suknez Andore (2011.) [23][24]
14. Enrique Valentín Iglesias García (2014.)[25]
15. Leonor, asturijska princeza (2015.)[26]

## Austrijski red
Austrijska grana reda nije pretrpjela političke poteškoće kao španjolska, ostavši počast isključivo za članove katoličkih kraljevskih i plemićkih obitelji (s iznimkom britanskoga princa regenta, kasnijega Jurja IV.). Problem ženskoga nasljedstva izbjegnut je pri stupanju na prijestolje Marije Terezije 1740., jer je suverenitet nad Redom prešao na njezina muža Franju Stjepana.
Nakon raspada monarhije u Austriji nakon I. svjetskog rata, belgijski kralj Albert I. zatražio je da se suverenitet i riznica Reda prenese na njega, kao vladara bivših habsburških posjeda u Burgundiji. Ovaj su zahtjev ozbiljno razmatrali pobjednički saveznici u Versaillesu, ali je u konačnici odbačen zbog intervencije španjolskoga kralja Alfonsa XIII., koji je preuzeo imovinu Reda u ime svrgnutoga cara, Karla I. Suverenitet nad redom ostaje pri dinastiji Habsburg, aktualni je suveren nadvojvoda Karlo, najstariji sin nadvojvode Otta.

### Živući članovi
Slijedi popis živućih vitezova i dama, u kronološkomu redu i s godinama uvođenja u Red:
1. Franz, bavarski vojvoda (1960.)[28][29]
2. nadvojvoda Karlo Austrijski (1961.)[28] – Suveren i veliki meštar Reda od 2000.
3. Albert II., belgijski kralj (1962.)[28]
4. Jean, veliki vojvoda Luksemburga (1972.)[28][30]
5. nadvojvoda Andreas Salvator Austrijski, toskanski princ (1972.)[28][31]
6. nadvojvoda Carl Salvator Austrijski, toskanski princ (1972.)[28][32]
7. Albrecht, princ od Hohenberga (1973.)[28][33]
8. Carl, vojvoda od Württemberga (1975.)[28][34]
9. princ Lorenz Belgijski, nadvojvoda od Austrije-Este (1977.)[28][35]
10. princ Nikolaus Lobkowicz (1978.)[28]
11. nadvojvoda Michael Austrijski (1980.)[28][36]
12. nadvojvoda Michael Salvator Austrijski, toskanski princ[28][37]
13. Hans-Adam II., knez Lihtenštajna[28][38]
14. princ Clemens od Altenburga (1981.)[28][39]
15. Duarte Pio, vojvoda od Bragançe (1982.)[28][40]
16. Josef Hubert, grof von Neipperg (1983.)[28][41]
17. Georg, vojvoda od Hohenberga (1985.)[28][42]
18. nadvojvoda Georg Austrijski (1987.)[28][43]
19. nadvojvoda Carl Christian Austrijski (1991.)[28]
20. princ Karl Schwarzenberg (1991.)[28][44]
21. nadvojvoda Joseph Austrijski (1992.)[28]
22. Alois-Konstantin, knez zu Löwenstein-Wertheim-Rosenberg (1996.)[28][45]
23. Mariano Hugo, knez zu Windisch-Grätz (2000.)[28][46]
24. Johann Friedrich barun von Solemacher-Antweiler (2000.)[28]
25. Nikola barun Adamović Čepinski (2000.)[28]
26. Georg Adam knez von Starhemberg (2001.)
27. Bernard Guerrier de Dumast (2001.)
28. Alexander knez von Schönburg-Hartenstein (2002.)
29. Kubrat, princ od Panagyurishte (2002.)[47]
30. Friedrich Mayr-Melnhof (2004.)
31. Henri, veliki vojvoda od Luksemburga (2006.)
32. Filip, belgijski kralj (2008.)
33. princ Michel de Ligne (2011.)
34. princ Charles-Louis von Merode (2011.)
35. nadvojvoda Ferdinand Zvonimir Austrijski[48]
36. princ Michael von Liechtenstein
37. Fra' Matthew Festing, veliki meštar Malteškoga reda
38. Maximilian Turnauer
39. Peter Seilern-Aspang
40. Alexander markgrof von Meißen
41. Dominic Habsburg-Lothringen
42. Ferdinand Trauttmansdorff-Weinsberg
43. Prospero Colonna, princ od Avelle
44. princ Nikolaus von Liechtenstein
45. Georg von Károlyi
46. Victor barun von Baillou
47. nadvojvoda Eduard Austrijski
48. princ Emanuel zu Salm-Salm
49. Johannes Trapp von Matsch

### Dužnosnici
- Kancelar: grof Alexander von Pachta-Reyhofen (od 2005.)
- Veliki kapelan: grof Christoph kardinal Schönborn, bečki nadbiskup (od 1992.)
- Kapelan: grof Gregor Henckel-Donnersmarck (od 2007.)
- Rizničar: barun Wulf Gordian von Hauser (od 1992.)
- Registrar: grof Karl-Philipp von Clam-Martinic (od 2007.)
- Herald: grof Karl-Albrecht von Waldstein-Wartenberg (od 1997.)

## Kapituli Reda
| Broj   | Datum                | Grad             | Crkva                               | Suveren/veliki mešar                  |
| ------ | -------------------- | ---------------- | ----------------------------------- | ------------------------------------- |
| I.     | 30. studenoga 1431.  | Lille            | Zborna crkva sv. Petra              | Filip III. Burgundski                 |
| II.    | 30. studenoga 1432.  | Brugge           | Katedrala sv. Donacijana            | Filip III. Burgundski                 |
| III.   | 30. studenoga 1433.  | Dijon            | Sainte-Chapelle                     | Filip III. Burgundski                 |
| IV.    | 30. studenoga 1435.  | Bruxelles        | Katedrala sv. Mihovila i sv. Gudule | Filip III. Burgundski                 |
| V.     | 30. studenoga 1436.  | Lille            | Zborna crkva sv. Petra              | Filip III. Burgundski                 |
| VI.    | 30. studenoga 1440.  | Saint-Omer       | Opatija sv. Bertina                 | Filip III. Burgundski                 |
| VII.   | 30. studenoga 1445.  | Gent             | Katedrala sv. Bava                  | Filip III. Burgundski                 |
| VIII.  | 2. svibnja 1451.     | Mons             | Zborna crkva sv. Waudru             | Filip III. Burgundski                 |
| IX.    | 2. svibnja 1456.     | Hag              | Crkva sv. Jakova                    | Filip III. Burgundski                 |
| X.     | 2. svibnja 1461.     | Saint-Omer       | Opatija sv. Bertina                 | Filip III. Burgundski                 |
| XI.    | 2. svibnja 1468.     | Brugge           | Crkva Naše Gospe                    | Karlo I. Burgundski                   |
| XII.   | 2. svibnja 1473.     | Valenciennes     | Crkva sv. Pavla                     | Karlo I. Burgundski                   |
| XIII.  | 30. travnja 1478.    | Bruges           | Katedrala sv. Spasitelja            | Maksimilijan Austrijski (Regent Reda) |
| XIV.   | 6. svibnja 1481.     | 's-Hertogenbosch | Katedrala sv. Ivana                 | Maksimilijan Austrijski               |
| XV.    | 24. svibnja 1491.    | Mechelen         | Katedrala sv. Rumbolda              | Filip IV. Burgundski                  |
| XVI.   | 17. siječnja 1501.   | Bruxelles        | Kapelica karmelićanskoga samostana  | Filip IV. Burgundski                  |
| XVII.  | 17. prosinca 1505.   | Middelburg       | ?                                   | Filip IV. Burgundski                  |
| XVIII. | listopad 1516.       | Bruxelles        | Katedrala sv. Mihovila i sv. Gudule | Karlo II. Burgundski                  |
| XIX.   | 5. – 8. ožujka 1519. | Barcelona        | Katedrala sv. Križa i sv. Eulalije  | Karlo II. Burgundski                  |
| XX.    | 3. prosinca 1531.    | Tournai          | Katedrala Naše Gospe                | Karlo II. Burgundski                  |
| XXI.   | 2. siječnja 1546.    | Utrecht          | Katedrala sv. Martina               | Karlo II. Burgundski                  |
| XXII.  | 26. siječnja 1555.   | Antwerpen        | Katedrala Naše Gospe                | Filip V. Burgundski                   |
| XXIII. | 29. srpnja 1559.     | Gent             | Katedrala sv. bava                  | Filip V. Burgundski                   |

## Insignije
|                                         |
| Ogrlica (španjolska i austrijska grana) |

| Španjolska grana  | Španjolska grana        | Austrijska grana |
| ----------------- | ----------------------- | ---------------- |
|                   |                         |                  |
| Suverenova značka | Insignija viteza i dame | Insignija Reda   |

## Vanjske poveznice
- The Society of the golden fleece
- The Most Illustrious Order of the Golden Fleece